# Cheltenham Town Football Club 2013-2014
Questa voce raccoglie le informazioni riguardanti il Cheltenham Town Football Club nelle competizioni ufficiali della stagione 2013-2014.

## Rosa
| N. |                        | Ruolo | Calciatore               |
| -- | ---------------------- | ----- | ------------------------ |
| 1  | Inghilterra (bandiera) | P     | Scott Peter Brown        |
| 2  | Inghilterra (bandiera) | D     | Keith Lowe               |
| 4  | Inghilterra (bandiera) | C     | Jason Taylor             |
| 5  | Galles (bandiera)      | D     | Troy Brown               |
| 6  | Inghilterra (bandiera) | D     | Steve Elliott (capitano) |
| 7  | Inghilterra (bandiera) | A     | Jamie Cureton            |
| 8  | Inghilterra (bandiera) | C     | Sam Deering              |
| 9  | Inghilterra (bandiera) | A     | Byron Harrison           |
| 10 | Inghilterra (bandiera) | A     | Terry Gornell            |
| 11 | Inghilterra (bandiera) | C     | Jermaine McGlashan       |
| 12 | Galles (bandiera)      | P     | Connor Roberts           |
| 14 | Inghilterra (bandiera) | C     | Matt Richards            |
| 16 | Inghilterra (bandiera) | C     | Russell Penn             |

| N. |                        | Ruolo | Calciatore         |
| -- | ---------------------- | ----- | ------------------ |
| 17 | Inghilterra (bandiera) | A     | Theo Lewis         |
| 19 | Inghilterra (bandiera) | D     | Luke Garbutt       |
| 20 | Inghilterra (bandiera) | C     | Jermaine McGlashan |
| 21 | Inghilterra (bandiera) | C     | Bagasan Graham     |
| 22 | Portogallo (bandiera)  | D     | Sido Jombati       |
| 23 | Galles (bandiera)      | A     | Kaid Mohamed       |
| 24 | Inghilterra (bandiera) | D     | Harry Hooman       |
| 25 | Inghilterra (bandiera) | C     | Luke Summerfield   |
| 29 | Irlanda (bandiera)     | A     | Ben Burgess        |
| 30 | Scozia (bandiera)      | A     | Steven MacLean     |
| 32 | Inghilterra (bandiera) | D     | Charlie Hitchings  |
| 40 | Inghilterra (bandiera) | P     | Steve Book         |